# Appenrod
Appenrod ist ein Stadtteil von Homberg (Ohm) im mittelhessischen Vogelsbergkreis.

## Geographie

### Geographische Lage
Appenrod liegt am Rande des Vogelsbergs. Im Ort treffen sich die Landesstraßen 3072 und 3343.

### Nachbarorte
| Neu-Ulrichstein | Lehrbach                                    | Erbenhausen    |
| Homberg         | Kompassrose, die auf Nachbargemeinden zeigt | Heimertshausen |
| Wäldershausen   | Maulbach                                    | Ehringshausen  |

## Ortsgeschichte

### Mittelalter
Die auf -rod endenden Ortsnamen gehören in der Regel zur Rodungsperiode um die Jahrtausendwende. In dieser Zeit wurden die höher gelegenen Regionen zwischen Gleen und Ohm besiedelt.
Die älteste schriftliche Erwähnung von Appenrod findet sich in einem Kopiar, einem Einkünfte und Besitzverzeichnis des Klosters Hersfeld. um das Jahr 1150. Erwähnt wird ein „in Abbenrade i mansum“. Eine weitere Nennung des Ortes als „Appenrade“ stammt aus der Zeit um 1300 und findet sich in einem Kopiar, welches zwischen 1400 und 1425 angelegt wurde.
Der Ortsname verweist auf eine Rodung des Abbo. Dieser Name liegt auch dem Ortsnamen Appenborn zugrunde.
Der Landgraf Heinrich II. von Hessen stiftete am 2. Mai 1328 zu Ehren der Jungfrau Maria und seiner Urahnin Elisabeth von Thüringen zu seinem und aller seiner Vorfahren Seelenheil einen Altar in seinem Schloss Homberg in der dortigen St. Georgskirche, an dem eine tägliche Messe gehalten werden sollte.
Dafür erhielt der Priester Hartmann von Ofleiden landgräfliche Güter u. a. einen Hof im Dorf „Appenrode,“ den Peter Moller und seine Frau Elisabeth erblich innehatten.

### Neuzeit
Bekannt wurde das Dorf, als im Dreißigjährigen Krieg Erzherzog Leopold Wilhelm von Österreich im Jahre 1646 sein Lager dort aufschlug und Maulbach von hier aus belagerte. Am 13. August 1885 brannte dreiviertel des Dorfes nieder. Es wurden 46 Gebäude mit Kirche und Schulhaus in Schutt und Asche gelegt. 30 Familien verloren ihr Obdach. Zum Glück kam kein Mensch zu Schaden. Urheber der Feuersbrunst war ein 8-jähriger Knabe. Die Kirche wurde am 13. August 1888 wieder aufgebaut. Die Appenröder Bürger werden im Volksmund auch als Appenröder Walfische bezeichnet (fast jedes Dorf in dieser Gegend hat eine zusätzliche Bezeichnung).
Die Statistisch-topographisch-historische Beschreibung des Großherzogthums Hessen berichtet 1830 über Appenrod:

„Appenrod (L. Bez. Kirtorf) evangel. Filialdorf; liegt 1 1⁄2 St. von Kirtorf, hat 51 Häuser und 366 Einw., die bis auf 1 Mennoniten evangelisch sind. Hierher gehört ein von Mettinghscher Hof und das herrschaftliche Gestüte Neuulrichstein, das aber von keiner besondern Bedeutung ist. In der Gemarkung finden sich Basalte. – Der Ort gehörte früher zum Kirchengebiete von Oberofleiden.“

Hessische Gebietsreform (1970–1977)
Zum 1. Oktober 1971 wurde die bis dahin selbständige Gemeinde Appenrod im Zuge der Gebietsreform in Hessen zeitgleich mit zehn weiteren Gemeinden auf freiwilliger Basis als Stadtteil in die Stadt Homberg (Ohm) – damals noch mit dem Namen Homberg (Kreis Alsfeld) – eingegliedert.
Für alle durch die Gebietsreform nach Homberg eingegliederten Gemeinden und die Kernstadt wurden Ortsbezirke mit Ortsbeirat und Ortsvorsteher nach der Hessischen Gemeindeordnung gebildet.

### Verwaltungsgeschichte im Überblick
Die folgende Liste zeigt die Herrschaftsgebiete und Staaten, in denen Appenrod lag, bzw. die Verwaltungseinheiten, denen es unterstand:
- vor 1567: Heiliges Römisches Reich, Landgrafschaft Hessen, Amt Homberg an der Ohm
- ab 1567: Heiliges Römisches Reich, Landgrafschaft Hessen-Marburg, Amt Homberg an der Ohm[16]
- 1604–1648: Heiliges Römisches Reich, strittig zwischen Landgrafschaft Hessen-Darmstadt und Landgrafschaft Hessen-Kassel (Hessenkrieg)
- ab 1604: Heiliges Römisches Reich, Landgrafschaft Hessen-Darmstadt, Oberfürstentum Hessen, Amt Homberg an der Ohm[17]
- ab 1806: Großherzogtum Hessen,[Anm. 1] Fürstentum Oberhessen, Amt Homberg an der Ohm[18][19]
- ab 1815: Großherzogtum Hessen[Anm. 2], Provinz Oberhessen, Amt Homberg an der Ohm[20]
- ab 1821: Großherzogtum Hessen, Provinz Oberhessen, Landratsbezirk Kirtorf[21][Anm. 3]
- ab 1832: Großherzogtum Hessen, Provinz Oberhessen, Kreis Alsfeld
- ab 1848: Großherzogtum Hessen, Regierungsbezirk Alsfeld
- ab 1852: Großherzogtum Hessen, Provinz Oberhessen, Kreis Alsfeld
- ab 1866: Norddeutscher Bund[Anm. 4], Großherzogtum Hessen, Provinz Oberhessen, Kreis Alsfeld
- ab 1871: Deutsches Reich, Großherzogtum Hessen, Provinz Oberhessen, Kreis Alsfeld
- ab 1918: Deutsches Reich (Weimarer Republik), Volksstaat Hessen, Provinz Oberhessen, Kreis Alsfeld
- ab 1938: Deutsches Reich, Volksstaat Hessen, Landkreis Alsfeld[22][Anm. 5]
- ab 1945: Amerikanische Besatzungszone,[Anm. 6] Groß-Hessen, Regierungsbezirk Darmstadt, Kreis Alsfeld
- ab 1946: Amerikanische Besatzungszone, Land Hessen, Regierungsbezirk Darmstadt, Landkreis Alsfeld
- ab 1949: Bundesrepublik Deutschland, Land Hessen, Regierungsbezirk Darmstadt, Landkreis Alsfeld
- ab 1971: Bundesrepublik Deutschland, Land Hessen, Regierungsbezirk Darmstadt, Landkreis Alsfeld, Stadt Homberg (Ohm)[Anm. 7]
- ab 1972: Bundesrepublik Deutschland, Land Hessen, Regierungsbezirk Darmstadt, Vogelsbergkreis, Stadt Homberg (Ohm)
- ab 1981: Bundesrepublik Deutschland, Land Hessen, Regierungsbezirk Gießen, Vogelsbergkreis, Stadt Homberg (Ohm)

### Gerichte seit 1803
In der Landgrafschaft Hessen-Darmstadt wurde mit Ausführungsverordnung vom 9. Dezember 1803 das Gerichtswesen neu organisiert. Für die Provinz Oberhessen wurde das Hofgericht Gießen als Gericht der zweiten Instanz eingerichtet. Die Rechtsprechung der ersten Instanz wurde durch die Ämter bzw. Standesherren vorgenommen und somit war für Appenrod das „Amt Homberg an der Ohm“ zuständig. Das Hofgericht war für normale bürgerliche Streitsachen Gericht der zweiten Instanz, für standesherrliche Familienrechtssachen und Kriminalfälle die erste Instanz. Übergeordnet war das Oberappellationsgericht Darmstadt.
Mit der Gründung des Großherzogtums Hessen 1806 wurde diese Funktion beibehalten, während die Aufgaben der ersten Instanz 1821 im Rahmen der Trennung von Rechtsprechung und Verwaltung auf die neu geschaffenen Landgerichte übergingen. „Landgericht Homberg an der Ohm“ war daher von 1821 bis 1879 die Bezeichnung für das erstinstanzliche Gericht in Homberg an der Ohm, das für Appenrod zuständig war.
Anlässlich der Einführung des Gerichtsverfassungsgesetzes mit Wirkung vom 1. Oktober 1879, infolge derer die bisherigen großherzoglich hessischen Landgerichte durch Amtsgerichte an gleicher Stelle ersetzt wurden, während die neu geschaffenen Landgerichte nun als Obergerichte fungierten, kam es zur Umbenennung in „Amtsgericht Homberg an der Ohm“ und Zuteilung zum Bezirk des Landgerichts Gießen. Am 15. Juni 1943 wurde das Gericht zur Zweigstelle des Amtsgerichtes Alsfeld, aber bereits wieder mit Wirkung vom 1. Juni 1948 in ein Vollgericht umgewandelt. Am 1. Juli 1968 erfolgte die Auflösung des Amtsgerichts Homberg und Appenrod wurde dem Bereich des Amtsgerichts Kirchhain zugeteilt.
Im Jahr 1973 wechselte die Stadt Homberg an der Ohm und mit ihr Appenrod in den Zuständigkeitsbereich des Amtsgerichts Alsfeld.
In übergeordneten Instanzen sind jetzt das Landgericht Gießen, das Oberlandesgericht Frankfurt am Main sowie der Bundesgerichtshof als letzte Instanz.

### Einwohnerentwicklung
| • 1577: | 031 Hausgesesse mit sieben Wagen.  |
| • 1791: | 312 Einwohner                      |
| • 1800: | 310 Einwohner                      |
| • 1806: | 313 Einwohner, 55 Häuser           |
| • 1829: | 366 Einwohner, 51 Häuser           |
| • 1867: | 325 Einwohner, 55 bewohnte Gebäude |
| • 1875: | 305 Einwohner, 60 bewohnte Gebäude |

| Appenrod: Einwohnerzahlen von 1791 bis 2019 | Appenrod: Einwohnerzahlen von 1791 bis 2019 | Appenrod: Einwohnerzahlen von 1791 bis 2019 | Appenrod: Einwohnerzahlen von 1791 bis 2019 | Appenrod: Einwohnerzahlen von 1791 bis 2019 |
| --- | ------------------------------------------- | ------------------------------------------- | ------------------------------------------- | ------------------------------------------- |
| Jahr |                                             |                                             |                                             | Einwohner                                   |
| 1791 | 1791                                        |                                             | 312                                         | 312                                         |
| 1800 | 1800                                        |                                             | 310                                         | 310                                         |
| 1806 | 1806                                        |                                             | 313                                         | 313                                         |
| 1829 | 1829                                        |                                             | 366                                         | 366                                         |
| 1834 | 1834                                        |                                             | 275                                         | 275                                         |
| 1840 | 1840                                        |                                             | 338                                         | 338                                         |
| 1846 | 1846                                        |                                             | 365                                         | 365                                         |
| 1852 | 1852                                        |                                             | 344                                         | 344                                         |
| 1858 | 1858                                        |                                             | 337                                         | 337                                         |
| 1864 | 1864                                        |                                             | 328                                         | 328                                         |
| 1871 | 1871                                        |                                             | 312                                         | 312                                         |
| 1875 | 1875                                        |                                             | 305                                         | 305                                         |
| 1885 | 1885                                        |                                             | 307                                         | 307                                         |
| 1895 | 1895                                        |                                             | 308                                         | 308                                         |
| 1905 | 1905                                        |                                             | 315                                         | 315                                         |
| 1910 | 1910                                        |                                             | 322                                         | 322                                         |
| 1925 | 1925                                        |                                             | 298                                         | 298                                         |
| 1939 | 1939                                        |                                             | 280                                         | 280                                         |
| 1946 | 1946                                        |                                             | 429                                         | 429                                         |
| 1950 | 1950                                        |                                             | 408                                         | 408                                         |
| 1956 | 1956                                        |                                             | 352                                         | 352                                         |
| 1961 | 1961                                        |                                             | 328                                         | 328                                         |
| 1967 | 1967                                        |                                             | 301                                         | 301                                         |
| 1980 | 1980                                        |                                             | ?                                           | ?                                           |
| 1990 | 1990                                        |                                             | ?                                           | ?                                           |
| 2000 | 2000                                        |                                             | ?                                           | ?                                           |
| 2011 | 2011                                        |                                             | 261                                         | 261                                         |
| 2015 | 2015                                        |                                             | 254                                         | 254                                         |
| 2019 | 2019                                        |                                             | 228                                         | 228                                         |
| Datenquelle: Historisches Gemeindeverzeichnis für Hessen: Die Bevölkerung der Gemeinden 1834 bis 1967. Wiesbaden: Hessisches Statistisches Landesamt, 1968. Weitere Quellen: ; Stadt Homburg (Ohm); Zensus 2011 |                                             |                                             |                                             |                                             |

### Religionszugehörigkeit
| • 1829: | 366 evangelische (= 99,73 %), einen mennonitischen Einwohner      |
| • 1961: | 304 evangelische (= 92,68 %), 18 katholische (= 5,49 %) Einwohner |

## Vereine
Das kulturelle Leben im Dorf prägen folgende Vereine:
- Appenröder Walfische mit Jugendgruppe
- Evang. Kirchengemeinde
- Freiwillige Feuerwehr Appenrod
- Landfrauenverein Appenrod
- Obst- und Gartenbauverein
- Skatclub Appenrod ZSKA Maurer 90
- Sport- und Gesangverein
- VdK-Ortsverein Appenrod/Danne
- Frauenclub Rote Laterne